# Jacques Loeb
Pour les articles homonymes, voir Loeb.
Jacques (né Isaac) Loeb est un biologiste et physiologiste américain d’origine allemande, né le 7 avril 1859 à Mayen (province de Rhénanie) et mort le 11 février 1924 à Hamilton aux Bermudes.

## Biographie
Loeb s’oriente d’abord vers la philosophie après la lecture d'Arthur Schopenhauer (1788-1860). Il fait ses études dans les universités de Berlin, Munich et de Strasbourg et obtient son titre de docteur en médecine en 1884. Il poursuit ses études dans les universités de Strasbourg et de Berlin. Il devient en 1886 assistant à l’institut de physiologie à l’université de Wurtzbourg où il reste jusqu’en 1888. Il part occuper un emploi similaire à Strasbourg. Durant les congés, il poursuit ses recherches biologiques à Kiel en 1888 et à Naples en 1889 et en 1890.
En 1892, Loeb est appelé par l’université de Chicago comme professeur assistant en physiologie et en biologie expérimentale. Il devient professeur associé en 1895 et professeur en physiologie en 1899. En 1902, l’université de Californie lui offre un poste similaire. En 1910, Loeb part à l’Institut Rockefeller pour la recherche médicale de New York (aujourd’hui université Rockefeller), où il prend la direction d’un département créé spécialement pour lui. Il reste dans cet institut jusqu’à sa mort.
Durant ces années, Loeb passe ses étés au Laboratoire de biologie marine (MBL) de Woods Hole dans le Massachusetts où il fait de nombreuses expériences sur les invertébrés marins. C’est là qu’il réalise ses expériences sur la parthénogenèse artificielle. Loeb est capable de provoquer un début de développement embryonnaire d’œufs d’oursins sans présence de sperme. Ceci est obtenu par de légères modifications chimiques de l’eau où les œufs sont maintenus.
Loeb devient l’un des scientifiques les plus importants de l’Amérique dont parlent souvent les journaux et les magazines. Il est le modèle pour le personnage de Max Gottlieb de Sinclair Lewis (1885-1951) dans son livre, qui recevra le prix Pulitzer, Arrowsmith. C’est une œuvre importante qui idéalise et idolâtre la science pure. Le nom de Loeb est plusieurs fois cité pour le prix Nobel mais il ne l’obtient pas.
Loeb étudie plusieurs domaines :
- Les tropismes des animaux et ses relations avec instinct
- L’hétéromorphose, le mécanisme qui aboutit au remplacement d’un organe par un organe différent.
- Les effets toxiques ou antoxiques des ions.
- La parthénogénèse artificielle.
- L’hybridation des œufs d’oursins par des étoiles de mer.

## Liste partielle des publications

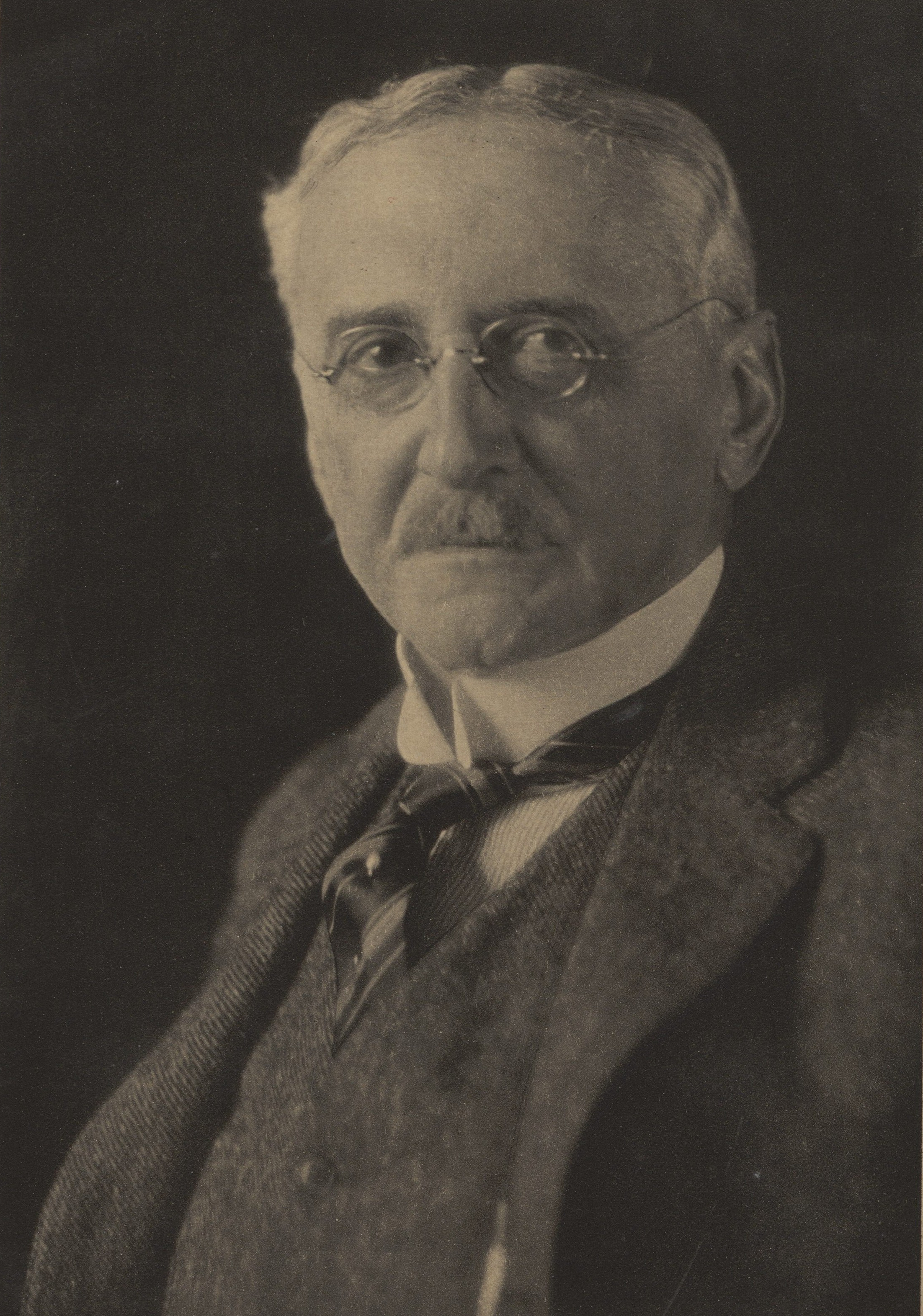
Jacques Loeb 1923

- (de) Der Heliotropismus der Thiere und seine Uebereinstimmung mit dem Heliotropismus der Pflanzen, Georg Hertz (Wurtzbourg), 1890, Texte intégral.

- (de) Untersuchungen zur physiologischen Morphologie der Thiere, Georg Hertz (Wurtzbourg), 1891–1892. 2 vol.:

1. vol. 1: Ueber HeteromorphoseTexte intégral.
2. vol. 2: Organbildung und Wachsthum.

- (de) «Ueber die Grenzender Theilbarkeit der Eisubstanz», in: Pflügers Archiv für die Gesamte Physiologie des Menschen und der Tiere, 1894-1895,Vol. 59, pp. 379–94, Texte intégral.

- (de) Einleitung in die vergleichende Gehirnphysiologie und vergleichende Psychologie, J. A. Barth (Leipzig), 1899,Texte intégral .  et (en) Comparative physiology of the brain and comparative psychology, Putnam (New York), 1900, Texte intégral.

- (en) «On the Nature of the Process of Fertilization and the Artificial Production of Normal Larvae (Plutei) from the Unfertilized Eggs of the Sea Urchin», in: American Journal of Physiology, Vol.31, pp. 135–138 (1899), Texte intégral.

- (en) Studies in general physiology, The University of Chicago Press (Chicago), 1905, 2 vol. :

1. vol. 1: Texte intégral.
2. vol.2 : Texte intégral.

- (en) The dynamics of living matter, Columbia University Press(New York), 1906, Texte intégral.

- La Dynamique des phénomènes de la vie, traduit de l'allemand par Henri Daudin et Georges Schaeffer, préface d' Alfred Giard, [édition française avec additions de l'auteur],  F. Alcan, coll. «Bibliothèque scientifique internationale»  (Paris), 1908, [lire en ligne].

- (en) Miscellaneous pamphlets on physiology and physiological chemistry from the scientific library of Jacques Loeb 1906(Londres), Texte intégral.

- (en) The mechanistic conception of life: biological essaysThe University of Chicago Press (Chicago), 1912; reprint, Harvard University Press (Cambridge, Mass.), 1964 : 1er exemplaire ou 2e exemplaire — Il s’agit de son ouvrage le plus fameux et le plus important. Il contient la traduction en anglais de certains de ses travaux allemands précédents (Traduction française: La conception mécanique de la vie, traduit de l'anglais par Henri Mouton, Éditions Félix Alcan, Nouvelle collection scientifique, 1927)..

- (en) Artificial parthenogenesis and fertilization, [tr. from German by W. O. Redman King, rev. and ed. by Loeb],  The University of Chicago Press (Chicago), 1913, Texte intégral.

- «On the Nature of the Conditions Which Determine or Prevent the Entrance of the Spermatozoon Into the Egg», in: The American Naturalist, Vol. 49, No. 581 (May, 1915), pp. 257–285, Texte intégral.

- (en) The organism as a whole, from a physicochemical viewpoint, Putnam (New York) , 1916,Texte intégral.

- (en) Forced movements, tropisms, and animal conduct,  J. B. Lippincott (Philadelphie), 1918.Texte intégral (mode texte) et Texte intégral (mode image)

- (en) Proteins and the theory of colloidal behavior McGraw-Hill (New York), 1922,Texte intégral
- La Théorie des phénomènes colloïdaux (traduit de l'anglais par Henri Mouton), Paris, Félix Alcan, Nouvelle collection scientifique, 1925.

## Sources
- (en) Cet article est partiellement ou en totalité issu de l’article de Wikipédia en anglais intitulé « Jacques Loeb » (voir la liste des auteurs) (version du 28 mars 2007).

- (en) Osterhout, W.J.V.:«Biographical Memoir of Jacques Loeb 1859-1924», in: National Academy Biographical Memoir, 13 (4) ,1930, p. 316-400, Texte intégral.

- (en) Charles Rasmussen and Rick Tilman: Jacques Loeb: His Science and Social Activism and Their Philosophical Foundations, American Philosophical Society (Philadelphia), vol. 229, 1998, Texte intégral.

- (en) William Homan Thorpe, The Origins and Rise of Ethology, New York, Praeger, 1979, IX-174 p.  (ISBN 0435624415)

- (en) Elliott, Steve: «Jacques Loeb (1859-1924)», in: Embryo Project Encyclopedia (2009-06-10).  (ISSN 1940-5030) Texte intégral.

- (en) Gerald Weissmann: «Stem cells, in vitro fertilization, and Jacques Loeb», in: The FASEB Journal, Vol. 20 June 2006, 1031-33, Texte intégral.